# Sportåret 1820

## Händelser

### Boxning

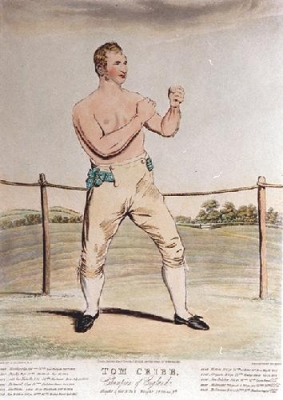
Tom Cribb.

- 1 februari – Tom Cribb besegrar Jack Carter i London och försvarar därmed sin engelska mästerskapstitel i tungvikt. Matchen varar i en minut över en rond.[1]

- 16 maj – Tom Spring besegrar Bob Burn i Epsom Downs. Matchen varar i 30 minuter över 18 ronder.[2]

- 27 juni – Tom Spring besegrar Joshua Hudson i Moulsey Hurst. Matchen varar i tio minuter över fem ronder.[2]

- 29 september – Jem Ward besegrar Mike Hayes i Isle of Dogs. Matchen varar i 40 minuter.[3]

- 20 oktober – Jem Ward besegrar Jack Delaney i Bow Common. Matchen varar i 30 minuter.[3]